# Józefów (Wieruszów)
Pour les articles homonymes, voir Józefów.
Józefów est une localité polonaise de la gmina de Czastary, située dans le powiat de Wieruszów en voïvodie de Łódź.